# Lindmania smithiana
Lindmania smithiana är en gräsväxtart som först beskrevs av Julian Alfred Steyermark och Luteyn, och fick sitt nu gällande namn av Lyman Bradford Smith. Lindmania smithiana ingår i släktet Lindmania och familjen Bromeliaceae. Inga underarter finns listade i Catalogue of Life.